# 6622-es mellékút (Magyarország)
A 6622-es számú mellékút egy közel tíz kilométer hosszú, négy számjegyű országos közút Somogy vármegyében; Beleg és Kutas községeket köti össze a 68-as főúttal.

## Nyomvonala
A 68-as főútból ágazik ki, annak 44+100-as kilométerszelvénye előtt, Ötvöskónyi település belterületén. Kelet-északkelet felé indul, Kónyi utca néven húzódik végig a névadó településrészen, majd 700 méter után kilép onnan. Egy időre északkeleti irányba fordul, majd keleti irányba tér és 3,4 kilométer előtt Beleg területére lép.
4,5 kilométer után éri el Beleg község belterületének délnyugati szélét, ott északnak kanyarodik, és a Rákóczi utca nevet veszi fel. 5,1 kilométer után keresztezi a MÁV 41-es számú Dombóvár–Gyékényes-vasútvonalát, majd az 5,250-es kilométerszelvénye táján keletnek fordul, onnan a Kossuth Lajos utca nevet viseli.
5,8 kilométer után elhalad Beleg vasútállomás mellett és kilép a település lakott területeiről; egy időre ismét északnak, majd újra keletnek fordul. 7,1 kilométer után éri el Kutas határát, ott több mint 800 méteren át a határvonalat kíséri, de a 8. kilométere előtt már teljesen ez utóbbi területére érkezik. 8,3 kilométer urán lép be Kutas házai közé, ahol a Szellő utca nevet veszi fel. A 6619-es útba torkollva ér véget, annak 9+100-as kilométerszelvényénél.
Teljes hossza, az országos közutak térképes nyilvántartását szolgáló kira.gov.hu adatbázisa szerint 9,173 kilométer.

## Települések az út mentén
- Ötvöskónyi
- Beleg
- Kutas